# クロムグリーン
クロムグリーン（chrome green）は、緑色の無機顔料。一般の無機顔料とセラミック顔料で組成は異なる。

## 一般の無機顔料
黄鉛と紺青の混合物であり、その使用顔料は単一の顔料ではない。辰砂緑・シナバーグリーン（cinnabar green）、ブランスイック緑とも呼ばれる。Colour Index Generic NameはPigment Green 15であるが、黄鉛と紺青の混合物であるためこの符号は使われず、黄鉛のColour Index Generic NameであるPigment Yellow 34と紺青のColour Index Generic NameであるPigment Blue 27を専ら用いる。
色は黄鉛と紺青の比により異なる。黄鉛が多ければ黄味が強く、紺青が多ければ青味が強い。現在では予めクロムグリーンとして製品化されること稀である。着色力・隠蔽力・耐光性・耐候性は大きいが、二酸化硫黄（SO2）で変色し、硫化水素（H2S）でも黒変する。またアルカリに弱い。カラートタン、塗料・絵具、インクに用いられる。六価クロムが含まれるため毒性があり、近年は絵具やインクに使われることは少なくなっている。

## セラミック顔料
酸化クロムアルミニウムAl2O3・Cr2O3系固溶体でCr3+の多い組成の緑色顔料である。Al2O3・Cr2O3は、Cr3+イオンの多いものが用いられる。水酸化アルミニウム（Al(OH)3）と酸化クロム（Cr2O3）を配合して1300℃で焼成して得られる。釉薬には使用せず、タイルの素地に練り込んで使用する。

## クロムグリーンと呼ばれるもの
鉛や六価クロムの毒性により鉛やクロムの使用規制が強まる中、黄鉛と紺青の混合物や酸化クロムアルミニウム系固溶体によらない代替クロムグリーンが多数作られた。そのためクロムグリーンは緑の色名のひとつであるというのが実情である。緑色顔料は赤色顔料や黄色顔料ほど種類が豊富ではないので、このように混合された顔料の名称が広まる場合がある。これはカドミウムグリーンも同様である。

### 絵具におけるクロムグリーン
クロムグリーン似た色を呈する絵具にクロムグリーンの名称が採用される。使用される顔料は様々であり、酸化鉄黄、アゾ系黄やフタロシアニン系青の混合による緑、フタロシアニン系緑などである。

### 窯業関係におけるクロムグリーン
窯業関係で「クロムグリーン」といえば2種類ある。1つはセラミック顔料における本来のクロムグリーンであり、もう1つはオキサイド・オブ・クロミウムの異名である。なおオキサイド・オブ・クロミウムはセラミック顔料における本来のクロムグリーンと異なり釉薬の着色にも使用される。